# Hieracium curvatum
Hieracium curvatum es una especie de planta con flor del género Hieracium, de la familia Asteraceae, orden Asterales.

## Distribución
Hieracium curvatum se distribuye por Noruega y Suecia.

## Taxonomía
Fue descrita científicamente por (Elfstr.) Elfstr. Fue publicada en Hier. Alp. Mittl. Skand.